# デン・ハーグのホフフェイフェル池のそばの狩猟の一行
『デン・ハーグのホフフェイフェル池のそばの狩猟の一行』（デン・ハーグのホフフェイフェルいけのそばのしゅりょうのいっこう、蘭: Een jachtstoet bij de Hofvijver in Den Haag, gezien vanaf de Plaats、英: A Hunting Party near the Hofvijver in The Hague, seen from the Plaats）は、オランダ絵画黄金時代の画家ヘリット・ベルクヘイデが1690年ごろ、キャンバス上に油彩で制作した都市景観画である。画面下部右側に「gerret: Berck Heijde.」という画家の署名が記されている。作品は1956年にW・A・ファン・デン・ボス (W.A. van den Bosch) 氏から遺贈されて以来、デン・ハーグのマウリッツハイス美術館に所蔵されている。

## 作品
17世紀のオランダ社会では都市が圧倒的な優勢を占め、全国議会も諸都市の政治、経済、軍事力によって成り立っていた。新旧様々の重要な建造物を持つ都市の景観を表した絵画は市民の人気に支えられ、17世紀以降に盛んに描かれるようになった。ベルクヘイデは、そうした都市景観図を専門に描いた画家の1人である。地誌の特徴を正確に捉え、建物を彩る光と陰の作用を見分ける感受性により、彼は生地ハールレムとアムステルダムの壮麗な景観を数多く描いた。

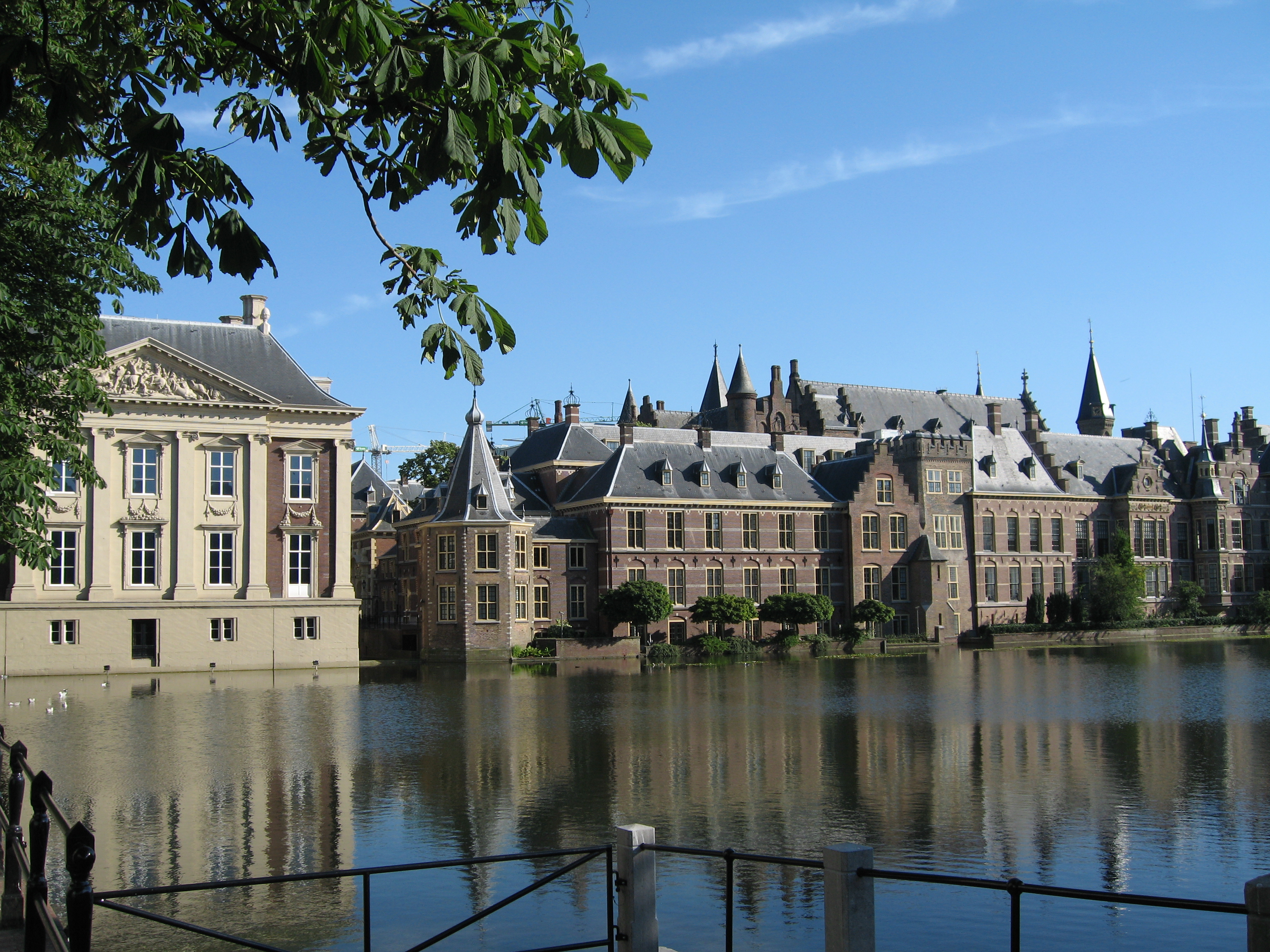
現在のホフフェイフェル池。左側の建物はマウリッツハイス美術館

デン・ハーグがベルクヘイデの都市景観図のレパートリーに加わったのは、かなり後になってからのことである。彼は1685年ごろからこの地域の景観を12点以上描いたが、本作はその中でも最も美しい作品のうちに数えられる。画面に描かれている地域の起源は13世紀ごろのホラント伯の居城にまでさかのぼるが、絵画が制作された1690年ごろ、オランダ総督が居住していたこの地域には、すでに1世紀以上前からオランダ共和国の行政の中心が置かれていた。公廷池ホフフェイフェルのほとりに連なる由緒正しい建物は3世紀以上経た現在でもオランダ政治の中心部で、ほとんど変わっていない。ちなみに、画面の中ほどに側面を見せている建物は、現在のマウリッツハイス美術館である。
雲間から太陽が姿を現した瞬間らしく、舗道の水溜まりには雨の名残が見られる。前景では、狩猟の一行が池を通り過ぎようとしている。左端には一行を先導する2人の角笛吹きがおり、その背後に馬上の貴人が召使、猟犬、鷹を従えて進んでいる。鷹はサギなどの鳥を捕まえるのに使われた。大変な出費のかかる鷹狩りは伝統的に最高位の貴族にのみ許される余興であり、17世紀のオランダではおそらく総督家に限られていた余興であった。ハールレムやアムステルダムの景観図とは異なり、ベルクヘイデのデン・ハーグの景観図は、優雅な狩猟の一行や馬車が登場する。デン・ハーグは商業の中心地ではなく、総督とその廷臣たちが住む場所で、外国からの施設や高官の行き交う都市であったが、画家はそのことを表現するために本作のような情景を描いたのであろう。
右端には獄門があり、それは堀の向こう側に立つ2本の菩提樹を透かした陽光に照らされている。中世の城に築かれた楼の原型をほぼ保つこの建物は、牢獄にも使用された。門の上に、デン・ハーグの紋章であるコウノトリが見える。ベルクヘイデは、都市がデン・ハーグであることを示すためにコウノトリを描いたのであろう。